# Dirk Schuster
Dirk Schuster (ur. 29 grudnia 1967 w Karl-Marx-Stadt) – niemiecki piłkarz, występował na pozycji obrońcy.

## Kariera klubowa
Schuster zawodową karierę rozpoczynał sezonie 1986/1987 w enerdowskim klubie Sachsenring Zwickau. W 1988 roku trafił do 1. FC Magdeburg. W 1990 roku, po zjednoczeniu Niemiec, przeszedł do Eintrachtu Brunszwik, grającego w 2. Bundeslidze.
1 sierpnia 1991 roku podpisał kontrakt z pierwszoligowym Karlsruher SC. W Bundeslidze zadebiutował 3 sierpnia 1991 w zremisowanym 2:2 meczu z Borussią Dortmund. 12 sierpnia 1995 w zremisowanym 2:2 spotkaniu z Eintrachtem Frankfurt strzelił pierwszego gola w trakcie gry w Bundeslidze. W 1996 roku dotarł z klubem do finału Puchar Niemiec, jednak KSC przegrało tam 0:1 z 1. FC Kaiserslautern.
W 1997 roku Schuster odszedł do innego pierwszoligowego zespołu – 1. FC Köln. Pierwszy ligowy mecz zaliczył tam przeciwko MSV Duisburg (3:2). W sezonie 1997/1998 spadł z klubem do 2. Bundesligi. Barwy 1. FC Köln reprezentował jeszcze przez rok. W 1999 roku został graczem tureckiego Antalyasporu. Spędził tam jeden sezon, w ciągu którego zagrał 29 razy w pierwszej lidze tureckiej.
Latem 2000 trafił do austriackiej Admiry Wacker Mödling. Grał tam przez miesiące, a w październiku 2000 powrócił do Niemiec, gdzie podpisał kontrakt z drugoligowym LR Ahlen. Po zakończeniu sezonu 2001/2002 odszedł do SV Wilhelmshaven, występującego w Regionallidze. Tam spędził kolejne dwa sezony. W latach 2004/2006 grał dla Waldhof Mannheim. Potem był jeszcze graczem ASV Durlach oraz Alemannii Wilferdingen, gdzie w 2007 roku zakończył karierę.

## Kariera reprezentacyjna
W 1986 roku Schuster zdobył z reprezentacją NRD U-18 mistrzostwo Europy U-18. Rok później z kadrą U-20 zajął 3. miejsce na Mistrzostwach Świata U-20. 28 marca 1990 roku zadebiutował w seniorskiej kadrze NRD w wygranym 3:2 meczu ze Stanami Zjednoczonymi. W reprezentacji NRD rozegrał w sumie 4 spotkania.
12 października 1994 w bezbramkowo zremisowanym towarzyskim meczu z Węgrami zadebiutował w reprezentacji Niemiec. Do 1995 roku zagrał w niej jeszcze dwa razy.

## Kariera trenerska
Po zakończeniu kariery Schuster został trenerem. Pierwszym prowadzonym przez niego zespołem był ASV Durlach, który trenował przez kilka miesięcy. Od 2009 roku jest szkoleniowcem Stuttgarter Kickers, grającego w Regionallidze Süd.